# Todos los derechos reservados

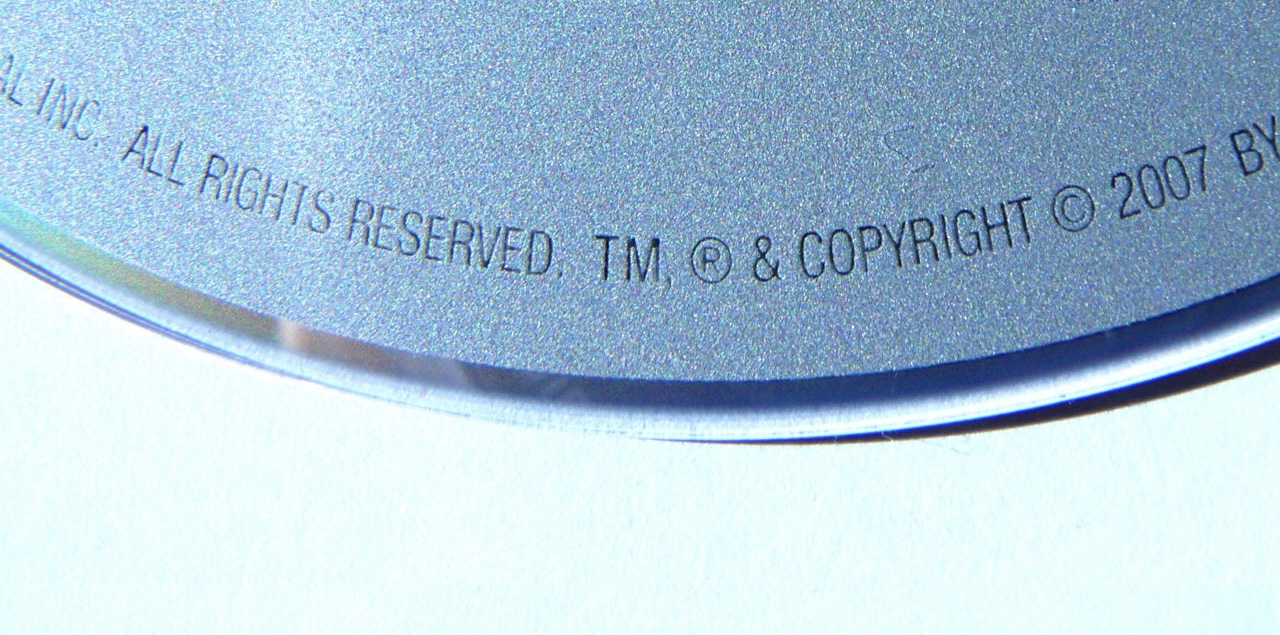
La frase All rights reserved («Todos los derechos reservados») en un disco DVD.

Todos los derechos reservados es un mensaje que transmite el derecho de autor como parte de los avisos o advertencias sobre autoría. El derecho de autor, en la mayoría de los países, ya no requiere este tipo de avisos. En muchos casos, la expresión ha sido reemplazada por el uso común para referirse a cualquier derecho legal, aunque aún suele interpretarse principalmente en el contexto de los derechos de autor.
Esta frase, que indica que el titular de los derechos de autor no quiere renunciar a ninguno de los derechos exclusivos que la legislación sobre derecho de autor le concede, tiene su origen en las disposiciones de la Convención sobre Protección a la Propiedad Literaria y Artística (Convención de Buenos Aires) de 1910, suscrita por diversos países americanos. El artículo 3 de aquella Convención establecía que: "El reconocimiento del derecho de propiedad obtenido en un Estado de conformidad con sus leyes surtirá de pleno derecho sus efectos en todos los demás, siempre que aparezca en la obra cualquier manifestación que indique la reserva de la propiedad y el nombre de la persona en cuyo favor esa reserva se halla registrada.
La frase "Todos los derechos reservados" era suficiente para dar cumplimiento a dicha disposición. De este modo, todos los derechos concedidos en virtud de la legislación sobre derecho de autor serían protegidos y conservados por el titular de los derechos, al igual que las acciones legales que podían resultar procedentes ante su infracción de derechos de autor.
La frase era jurídicamente relevante solo para los miembros de la Convención de Buenos Aires. La obligación de añadir este aviso se considera legalmente innecesaria y obsoleta, ya que todos los miembros de dicha Convención, desde el 23 de agosto de 2000, lo son también del Convenio de Berna, que establece que la protección de los derechos de autor no está condicionada al cumplimiento de formalidad alguna.

## Subsistencia de la Reserva de Derechos
En ciertos países, entre ellos México, la reserva de derechos es una figura jurídica distinta a la protección ordinaria de derecho de autor. A diferencia de la protección ordinaria de derechos de autor, la reserva de derechos presenta las siguientes características:
Es limitada en cuanto a su objeto. En lo que respecta a la reserva de derechos, esta se ocupa únicamente de los títulos y características de publicaciones y difusiones periódicas (revistas, gacetas, radio, TV, internet), nombres y características (tanto físicas como psicológicas) de personajes, nombres de personas o grupos dedicados a actividades artísticas, y promociones publicitarias. Al solicitarla, debe hacerse énfasis en las características que dan originalidad a la obra.
Es limitada en cuanto a su duración. A diferencia de la protección a los derechos patrimoniales de autor, que tiene una duración de setenta y cinco años a partir de la muerte del autor (con miras a que éste y sus causahabientes puedan beneficiarse plenamente de la explotación de la obra antes de que ésta se vuelva de dominio público), la reserva de derechos dura un año para publicaciones y difusiones periódicas, y cinco años para personajes, nombres artísticos y campañas promocionales.
Es renovable. Salvo para el caso de las promociones publicitarias, la reserva de derechos puede ser renovada, siempre y cuando se acredite: I. que la obra se ha seguido utilizando en México; y II. que la obra sigue conservando el mismo nombre, así como las mismas características originales.
Es constitutiva de derechos. A diferencia de la protección ordinaria del derecho de autor, donde el registro solo tiene valor declarativo (es decir, solo reconoce los derechos ya existentes), en el caso de la reserva de derechos, el registro crea derechos específicos para el solicitante. Esto significa que, al realizar el trámite y obtener la reserva, el solicitante adquiere derechos sobre la obra, no solo se reconoce que los tiene.
La reserva de derechos se encuentra regulada en el Título VIII, Capítulo II de la Ley Federal de Derecho de Autor.